# Irodalmi Jelen-díj
Az Irodalmi Jelen-díj egy magyar irodalmi díj, amit az Irodalmi Jelen független magyar irodalmi lap alapított 2002-ben. 2002 és 2004 között két kategóriában (költészet, próza) adták át, 2005 és 2010 között három kategóriában (költészet, próza és kritika/esszé), 2011-től kezdődően pedig fordítás, illetve esetenként más kategóriákban (nyelvészet, gyermekversek) is átadták a díjat.

## A díjazottak
- 2013
  - Költészet: Varga Melinda
  - Próza: Boldog Zoltán
  - Esszé: Hudy Árpád
  - Fordítás: Sohár Pál
  - Gyermekversek: Nagyálmos Ildikó
- 2012[2]
  - Költészet: Jónás Tamás
  - Próza: Majoros Sándor
  - Esszé: Bíró-Balogh Tamás
  - Fordítás: Kabdebó Tamás fordítónak és Mary O’Donnellnek(en), a magyarra fordított kötet – The Place of Miracles / Csodák földje – szerzőjének, valamint Joseph Woodsnak (en), a magyarra fordított kötet – Ocean Letters / Óceán levelek – szerzőjének
  - Tokay György a Jó bolondok ügyvédje vallomáskötetért.

- 2011[3]
  - Költészet: Farkas Wellmann Éva
  - Próza: Murányi Sándor Olivér
  - Esszé: dr. Fried István
  - Nyelvészet – rovásírás-kutatás: Mandics György
  - Fordítás: Gergely Zsuzsa fordítónak és Mircea Cărtărescunak, a magyarra fordított kötet – Enciclopedia zmeilor / Sárkányok enciklopédiája – szerzőjének.

- 2010
  - Próza: Onagy Zoltán
  - Költészet: Markó Béla
  - Kritika: Szörényi László

- 2009
  - Próza: Danyi Zoltán
  - Költészet: Gömöri György
  - Esszé: Jász Attila

- 2008
  - Próza: Cserna Szabó András (Puszibolt)
  - Költészet: Weiner Sennyey Tibor
  - Kritika: Elek Tibor

- 2007
  - Próza: Veress Anna (dramaturg)
  - Költészet: Muszka Sándor
  - Kritika: Pécsi Györgyi

- 2006
  - Próza: Kukorelly Endre (ROM)
  - Költészet: Karácsonyi Zsolt (A Nagy Kilometrik)
  - Kritika: Kántor Lajos (Vigyázó szemünk)

- 2005
  - Próza: Orbán János Dénes (Búbocska), Pongrácz P. Mária (Arckép lepkékkel)
  - Költészet: Eszteró István (Egy könnyű garni)
  - Kritika: Mózes Attila (Céda korok történelme)

- 2004
  - Próza: Lőrincz György (Pusztulás)
  - Költészet: László Noémi (Százegy)

- 2003
  - Próza: Márton László (Testvériség)
  - Költészet: Szőcs Géza (Az allegóriás ember)

- 2002
  - Próza: Bogdán László (Drakula megjelenik és A szoros délben)
  - Költészet: Szálinger Balázs (Első Pesti vérkabaré)